# Haras national du Pin

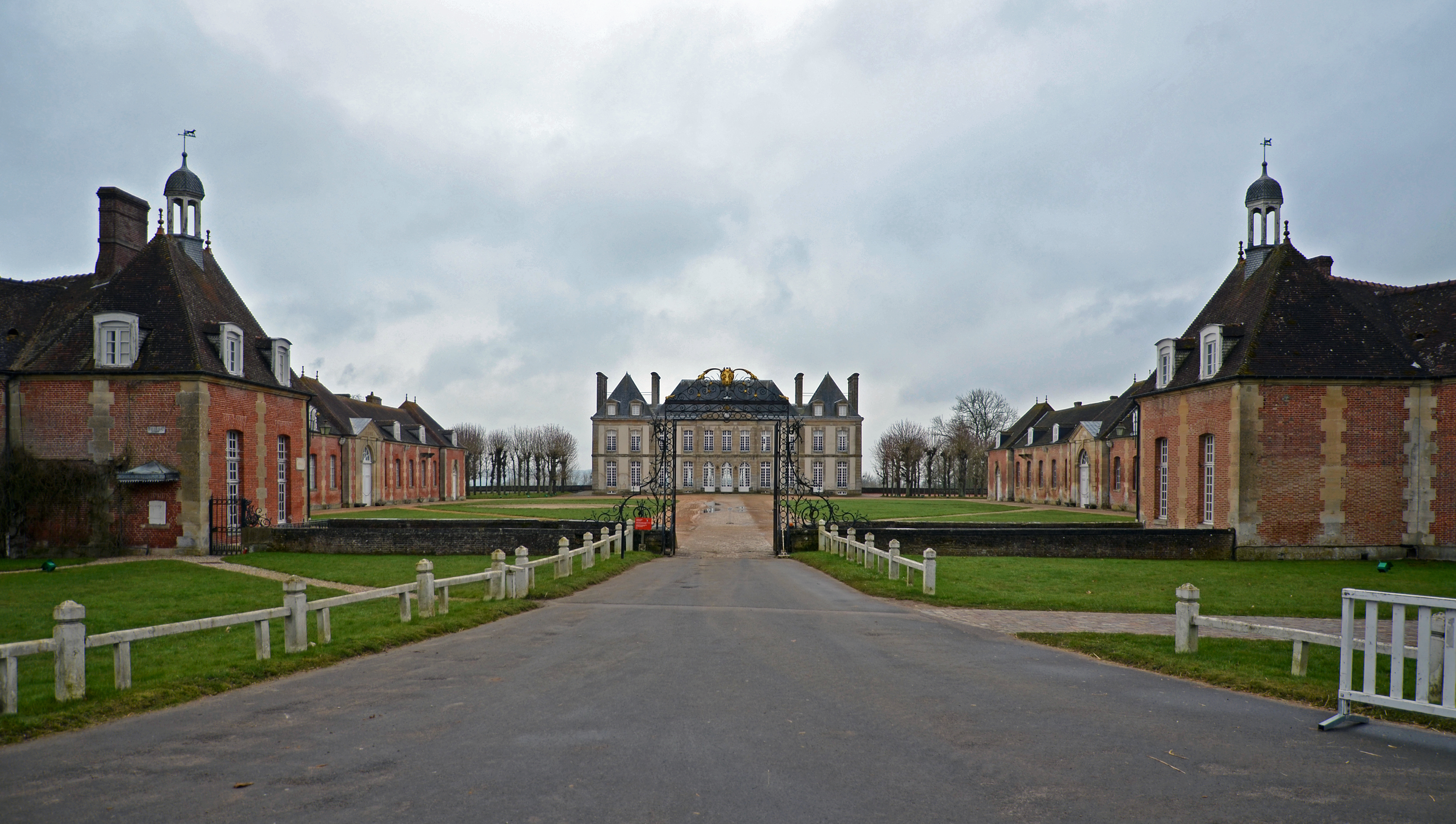
L'entrée principale du Haras du Pin.

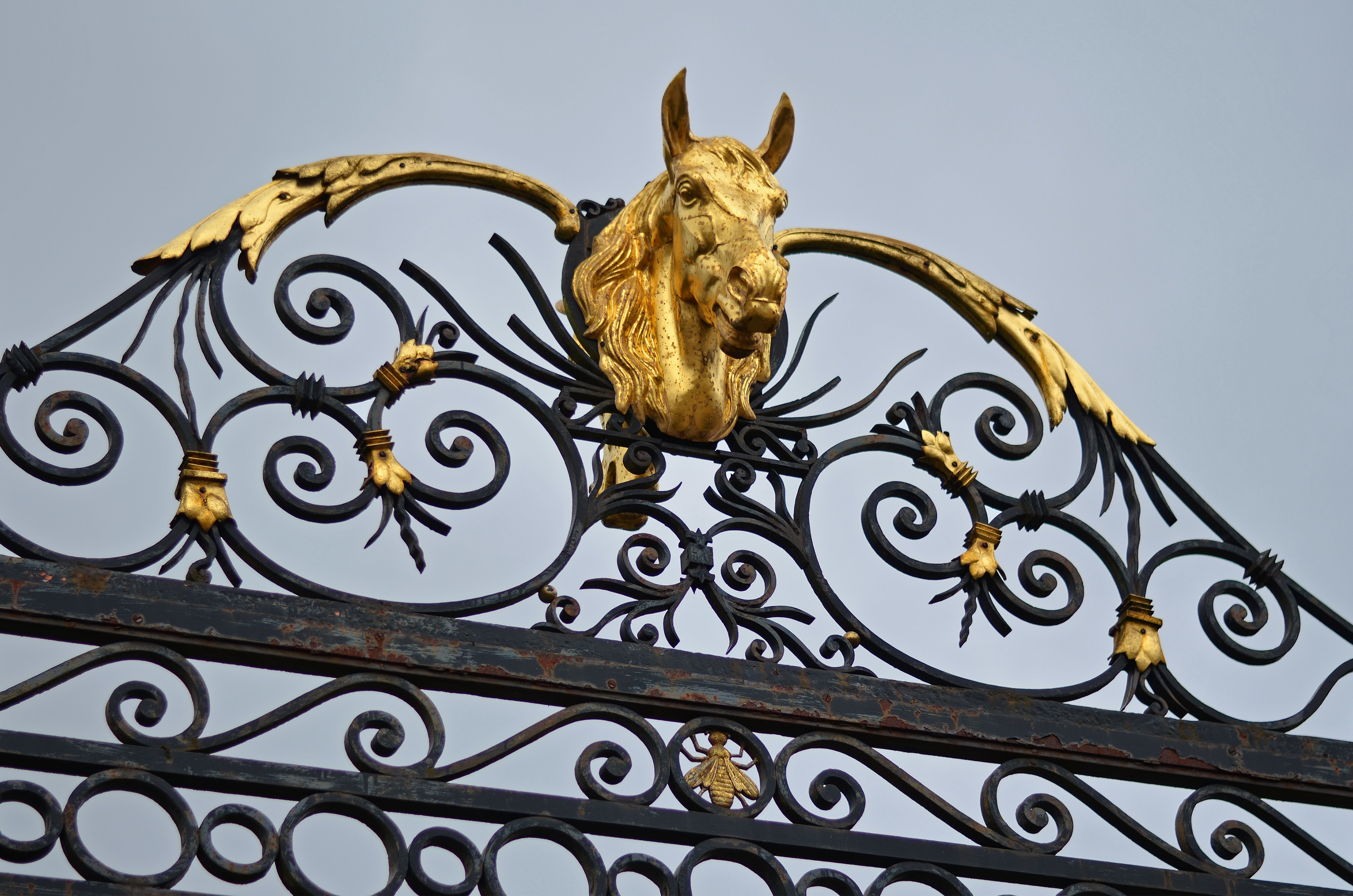
Ornementation au-dessus de l'entrée du Haras du Pin.

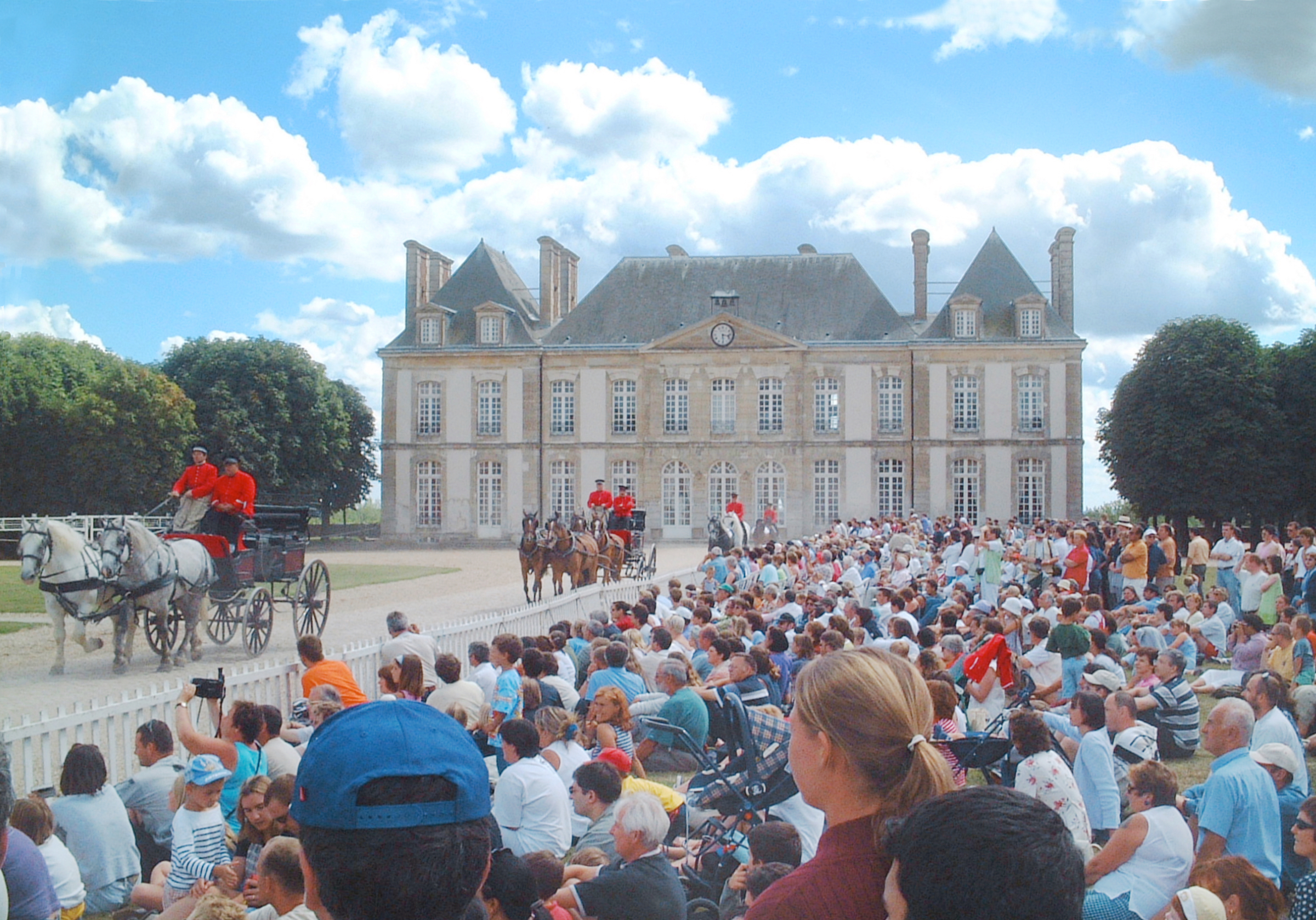
Présentation d'attelages au Haras du Pin en 2001.

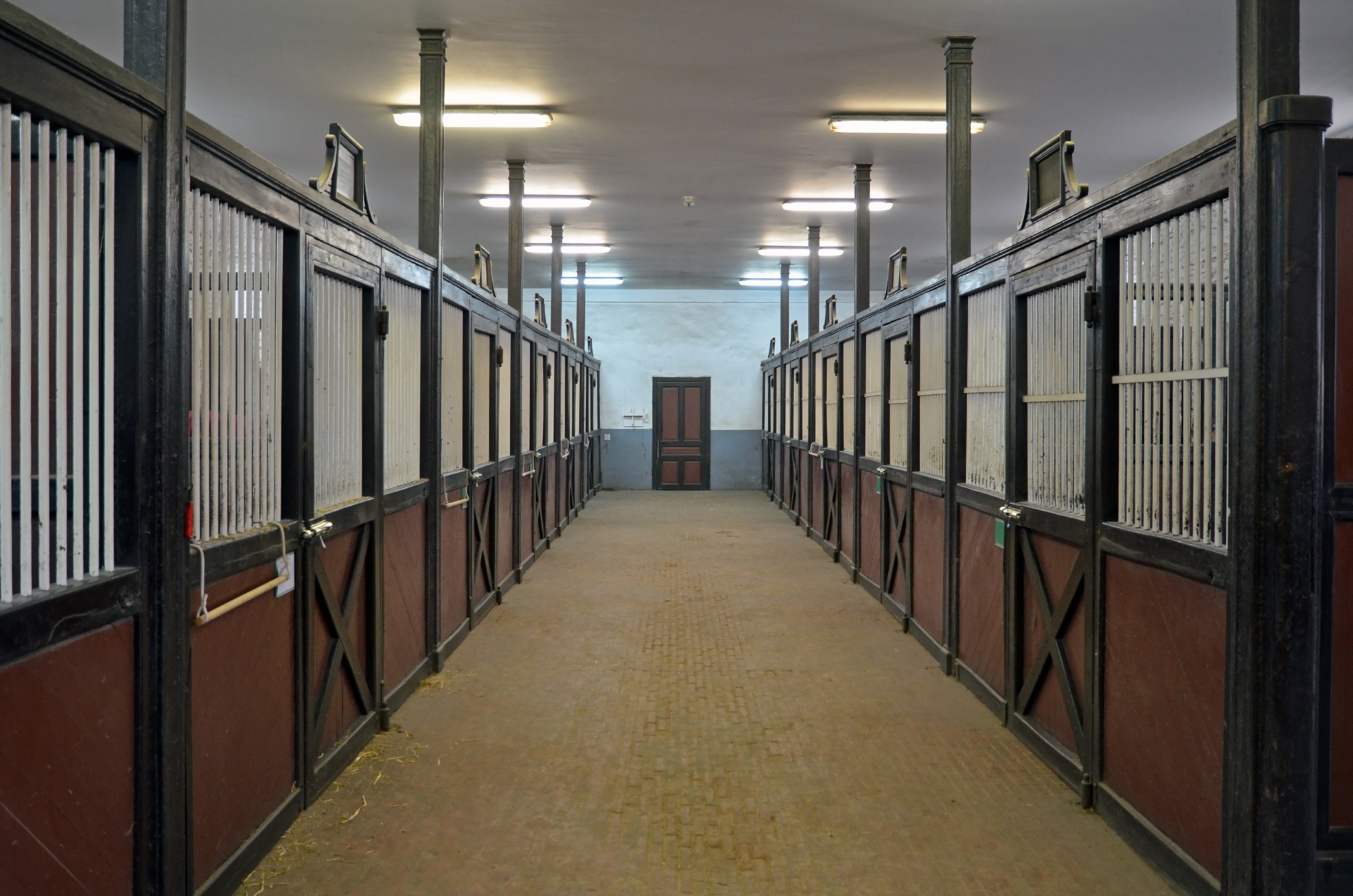
Les écuries du Haras du Pin.

Le haras national du Pin est le plus ancien des haras nationaux français. Il est situé sur le territoire de la commune française du Pin-au-Haras, dans le département de l'Orne, en région Normandie.
Le haras est partiellement protégé au titre des monuments historiques.

## Historique
Dès la fin du Moyen Âge, on trouve des haras à Sainte-Barbe et à Exmes, localités situées à proximité du Pin.
En 1665, Colbert crée, sous Louis XIV, l'administration des haras royaux afin de pallier la pénurie de chevaux à laquelle doit faire face le royaume tout en améliorant les races équines françaises. En effet, l'armée manque cruellement de chevaux et le royaume est obligé de les importer. Dès la création de l'administration, des étalons royaux sont sélectionnés et répartis en région et ils sont les seuls à pouvoir reproduire. À partir de 1668, l'armée manquant toujours de chevaux, les étalons privés sont autorisés à reproduire après avoir été approuvés par l'État.
Le site est choisi en 1714 par François Gédéon de Garsault qui est chargé de s'enquérir de l'implantation d'un établissement afin d'y bâtir le premier haras royal. La qualité de ses pâturages et les facilités d'approvisionnement en eau font du domaine du Buisson d'Exmes l'endroit parfait, d'autant que le roi y possède déjà un petit domaine appelé « le Buisson » ou « la Haye d'Hyesmes ». Le domaine est acheté à Louis de Béchameil de Nointel, conseiller du roi, à la suite d'un échange avec d'autres terres en Picardie. Le 2 avril 1715, le transfert de l'ancien haras royal de Saint–Léger vers le Buisson d’Exmes est ordonné. Plusieurs cessions interviennent peu après qui portent la superficie totale du domaine à 1 100 hectares.
Le domaine du Pin s'étend aujourd'hui sur plus de 1 000 hectares. Les premières écuries sont construites à partir de 1715 et les premiers étalons arrivent en 1717. Le style architectural classique correspond à celui des écuries de Versailles. C'est Pierre Le Mousseux qui réalise les travaux sur des plans de Robert de Cotte, premier architecte du Roi, successeur de Jules Hardouin-Mansart,. Les bâtiments actuels (écuries et château) sont construits sous le règne de Louis XV, entre 1715 et 1730. L’écrivain Jean de La Varende l'avait surnommé le « Versailles du cheval ».
Les terrasses du château sont réalisées dans la tradition des jardins à la française.
Le 27 janvier 1790, la suppression et la destruction du haras est votée. Cependant, il y échappe de peu puisque l'Assemblée nationale décide, in-extremis, d'y installer un « dépôt des meilleurs étalons du royaume ». Les fonctions des haras ne seront toutefois rétablies que sous l'Empire, en 1810. Napoléon fait du haras un des principaux centres de reproduction. Il compte alors près de 70 reproducteurs. L'École des Haras est fondée en 1840 et une loi organique du 29 mai 1874 impose d'en être diplômé pour prétendre à la fonction d'officier des Haras.
Au XIXe siècle, le haras du Pin joue un rôle majeur dans l'élevage des chevaux en France en introduisant du pur-sang anglais sur le territoire, en créant la race des trotteurs français et, plus généralement en améliorant les chevaux de course. Sous l'autorité de son directeur, Gabriel de Bonneval, il se spécialise dans la production de chevaux de course attelés et montés, avec du sang arabe ou anglais. Le directeur suivant, Éphrem Houël, forme des chevaux aptes au trot, de la race Hackney ou Norfolk.
À la même époque, un hippodrome est tracé sur le site où se retrouvent notamment Antoine-Henri-Philippe-Léon Cartier, vicomte « d'Aure », figure importante de l'équitation française, et le comte de La Génevraye, officier de cavalerie de l'armée impériale qui inspira à Jean de La Varende son roman Nez de cuir.
Le haras est occupé par les Prussiens en 1871, puis par les Allemands entre juin 1940 et juin 1941. Il se retrouve ensuite au cœur du site de la bataille de Normandie, proche de Falaise, sans avoir subi aucun dommage.

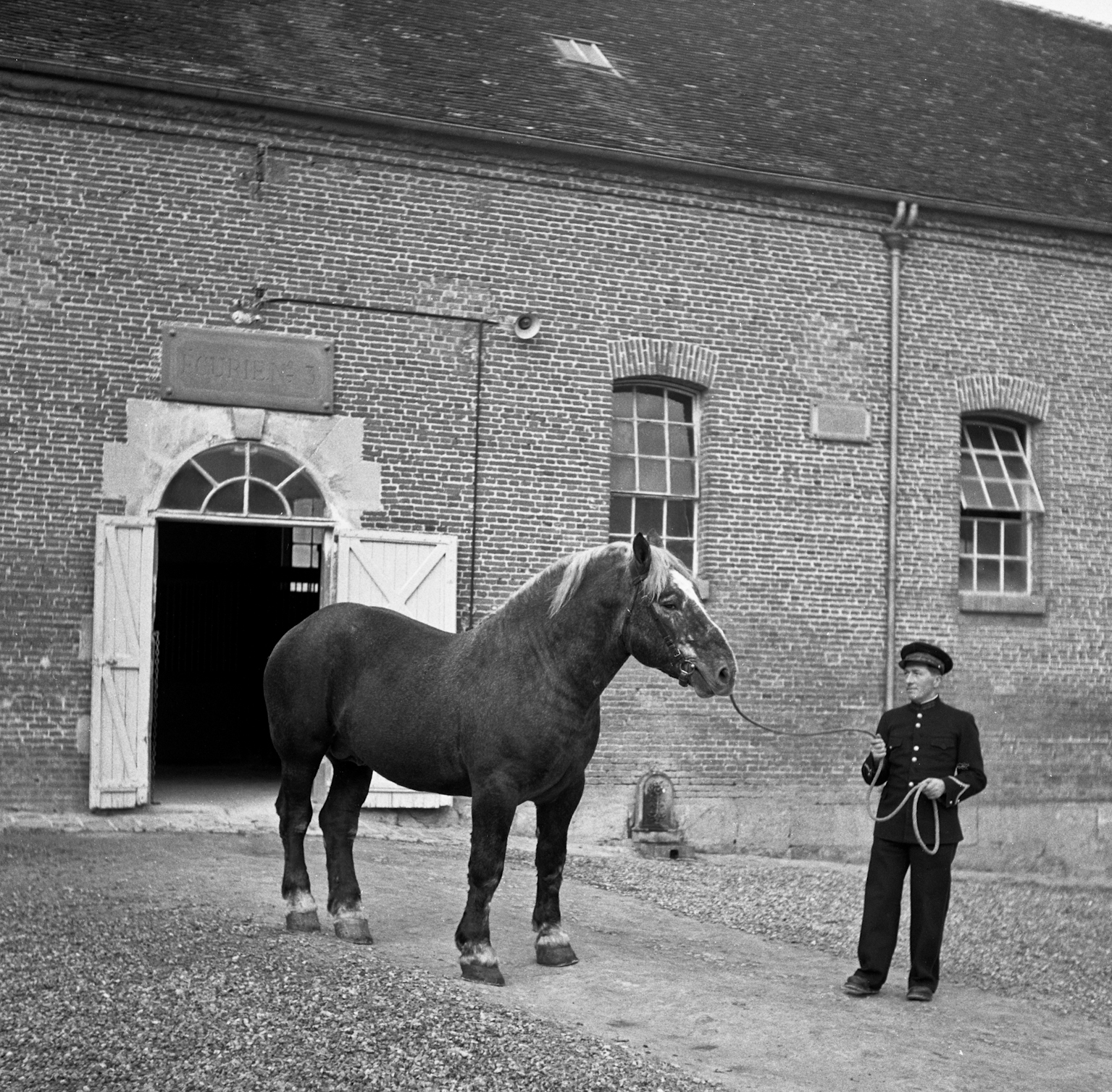
Visite d'une délégation de l'INRA au Haras du Pin en 1958.

En avril 2010, le haras accueille l'étalon percheron américain Hannah Hill Kemo Sabe, présenté au public dans la cour d'honneur.

### Depuis 2013

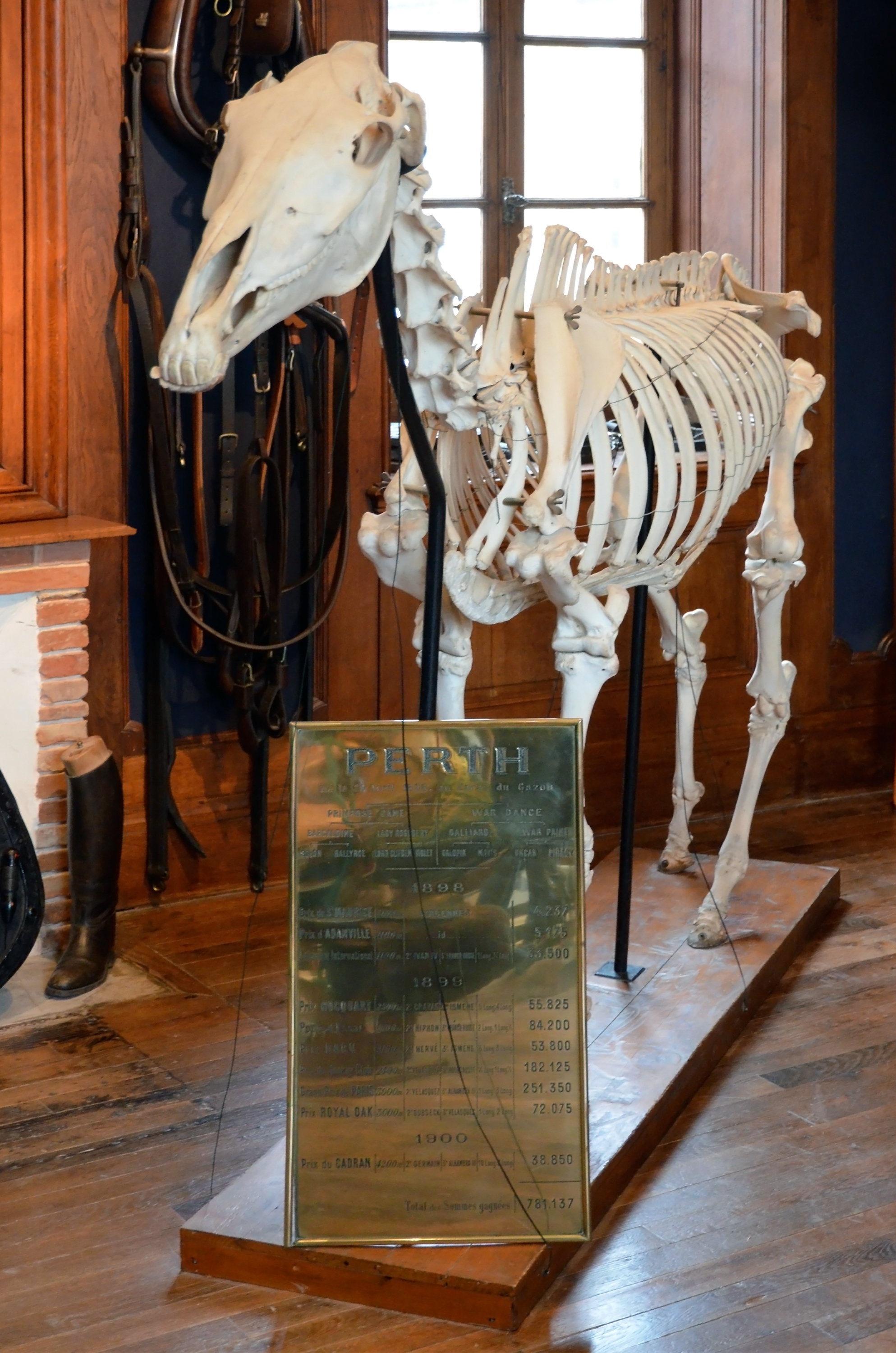
Un squelette de cheval exposé au Haras du Pin.

Le changement au sein des Haras nationaux intervient à la fin de l'année 2013, lorsque la mission de reproduction, cœur de leur métier, est transférée au secteur privé. Cependant, le Haras national du Pin avait maintenu l'activité de reproduction grâce à une coopérative d'éleveurs privée, la SCIC, (société coopérative d'intérêt collectif) rassemblant des éleveurs privés. Celle-ci a installé ses étalons dans l'écurie no 2. Quelques étalons nationaux ont également été loués pour pouvoir poursuivre leur carrière de reproducteur. Elle a cessé toute activité de reproduction en 2017.
Le décret du 2 juillet 2015 crée l'établissement public administratif « Haras national du Pin ». Le Haras se détache donc de la propriété de l'IFCE (Institut français du cheval et de l'équitation) pour être géré conjointement par le département de l'Orne, la région Basse-Normandie et l'État. Le conseil d'administration est présidé par le président du conseil régional de Basse-Normandie.
Les terrains du haras s'étendent sur la commune du Pin-au-Haras mais aussi sur celles voisines d'Exmes, La Cochère, Silly-en-Gouffern et Ginai. L'ensemble est classé aux monuments historiques.
Le domaine est occupé par l'EPA Haras national du Pin, l'IFCE, l'ONF (Office national des forêts) et l'INRA (Institut national de la recherche agronomique) avec une ferme expérimentale avec plus de mille bovins.
En 2019, faute de financements, le maintien en poste de 75 % des agents du haras du Pin est menacé.
Le 21 février 2021, la loi 3DS dispose dans son 269e article que l’établissement public administratif « Haras national du Pin » sera dissous dans les six mois par décret. L’ensemble des biens, droits et obligations seront transférés au département de l’Orne et mis à disposition de l’Institut français du cheval et de l'équitation ainsi qu’à l’Institut national de recherche pour l'agriculture, l'alimentation et l'environnement.

## Description
Le château est composé de trois corps de logis rythmés par l'alignement de hautes fenêtres. Il est fait de calcaire gris et le toit est recouvert d'ardoises.
Les écuries sont de briques rouges. Elles sont construites devant la façade nord et forment un fer à cheval.
La cour, nommée « cour Colbert », est fermée par un portail en fer forgé. Elle s'ouvre à l'extérieur sur l'avenue Louis XIV qui est percée à travers la forêt et descend en pente douce vers le nord. Deux autres allées rayonnent depuis le portail. La façade sud donne sur des jardins à la française.
Quatre tapisseries illustrant l'histoire de Renaud et d'Armide sont accrochées dans le grand salon du rez-de-chaussée du château.

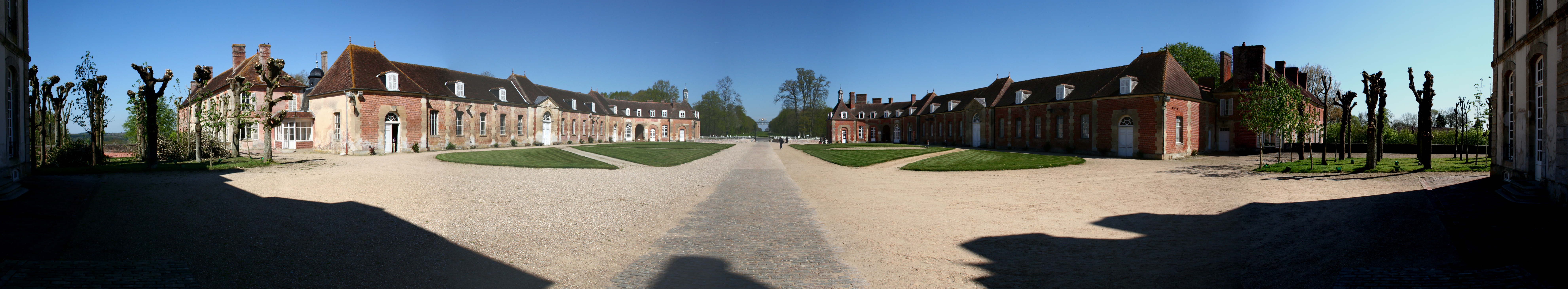
Vue panoramique de la cour d'honneur du Haras du Pin.

## Activité du haras

### Tourisme et culture

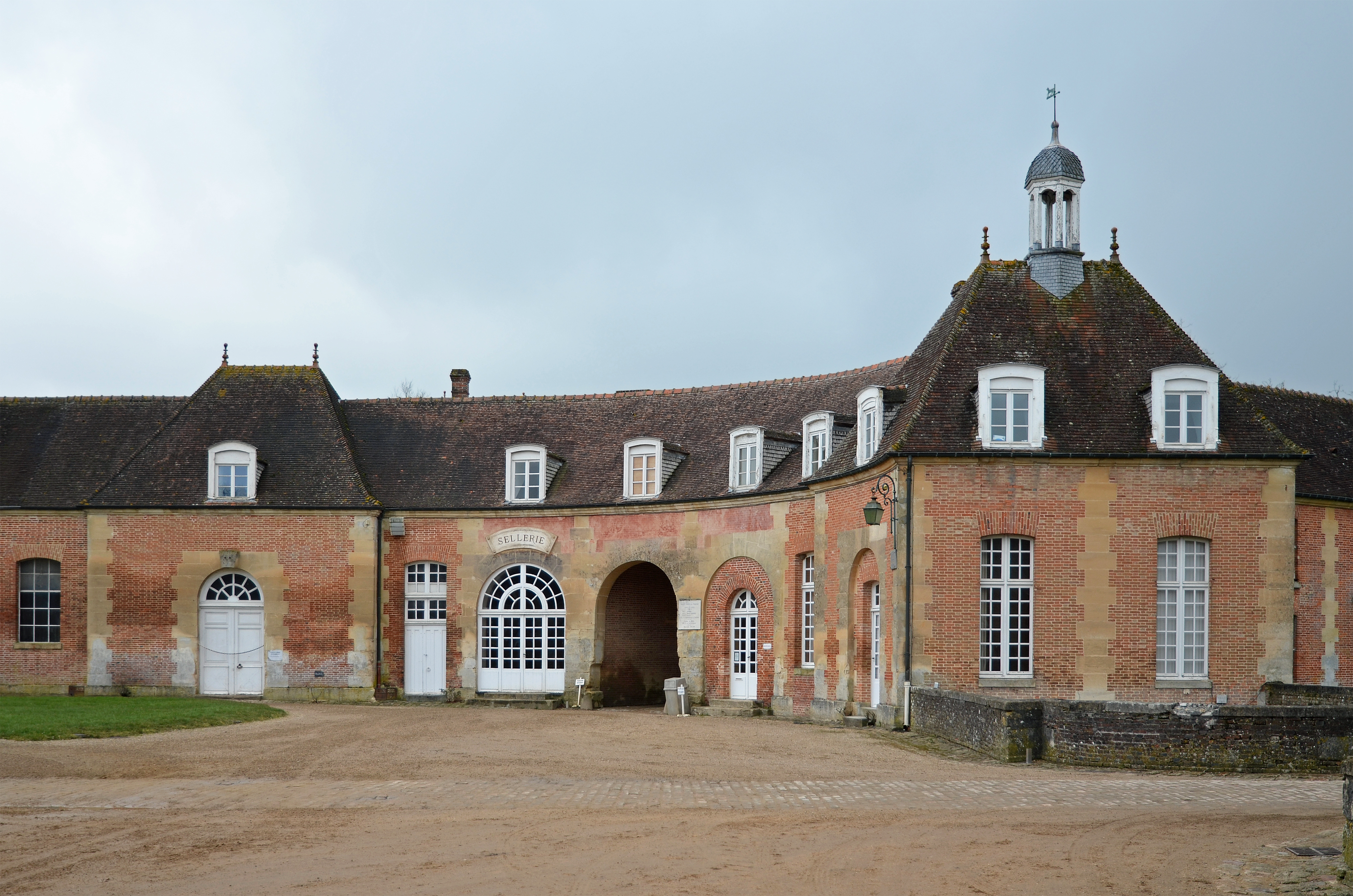
Le Haras du Pin, le plus célèbre des haras nationaux.

Le haras accueille plusieurs dizaines de milliers de visiteurs tous les ans. Il propose des visites guidées du haras national du Pin, des visites du château du Haras ainsi que des visites à thème (sellerie, maréchalerie, reproduction équine). La visite du parcours découverte de l'écurie no 1 (musée sur le cheval) est possible toute l'année. Les célèbres « Jeudis du Pin », une présentation de chevaux du haras national du Pin de différentes races, ont lieu de juin à septembre. 
Depuis une dizaine d'années également, le haras national du Pin accueille tous les ans des artistes en résidence. Ils participent aux Jeudis du Pin et proposent eux aussi des présentations de leurs chevaux le week-end pendant la haute saison (d'avril à septembre). Des expositions temporaires en lien avec le cheval sont organisées chaque année dans l'écurie no 1.
Également, chaque année, le septembre musical le département de l'Orne organise deux opéras mi-septembre dans le manège du haras.

### Compétitions sportives
Le site, dont le domaine s'étend sur plus de mille hectares, accueille annuellement de grandes compétitions, notamment d'obstacle, ou de concours complet. Le haras a toujours accueilli des compétitions internationales comme le championnat d’Europe d’attelage en 1979, le Congrès mondial des percherons en 1989 et 2011 ou la coupe du monde de concours complet d'équitation en 2010, 2011 et 2012.
En 2014, les épreuves de dressage et de cross du concours complet des Jeux équestres mondiaux de 2014 se sont déroulées dans le parc du Hautbois et ont réuni plus de 50 000 personnes.
Les principales compétitions prévues en 2016 sont le concours international d'attelage de tradition (9 et 10 juillet), le Grand Complet (16 au 21 août), concours international d'attelage (25 au 28 août) sans oublier les courses du Pin début mai et début octobre à l'hippodrome de la Bergerie (Ginai).
En mars 2021, la Fédération équestre internationale (FEI) attribue l'organisation du Championnat d'Europe de concours complet 2023 au Haras national du Pin,.

Épreuve de cross des Jeux équestres mondiaux de 2014
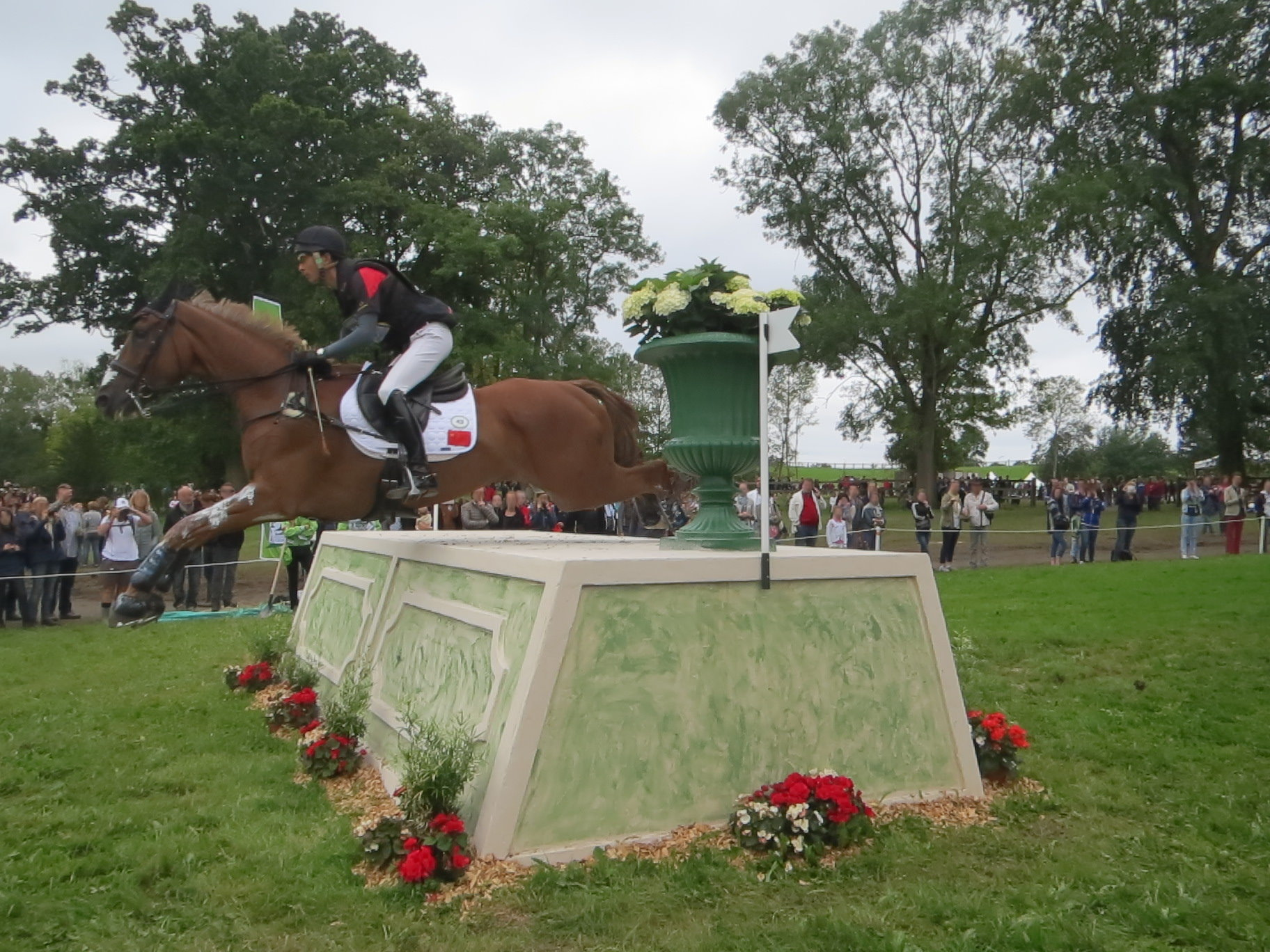
Epreuve de cross …
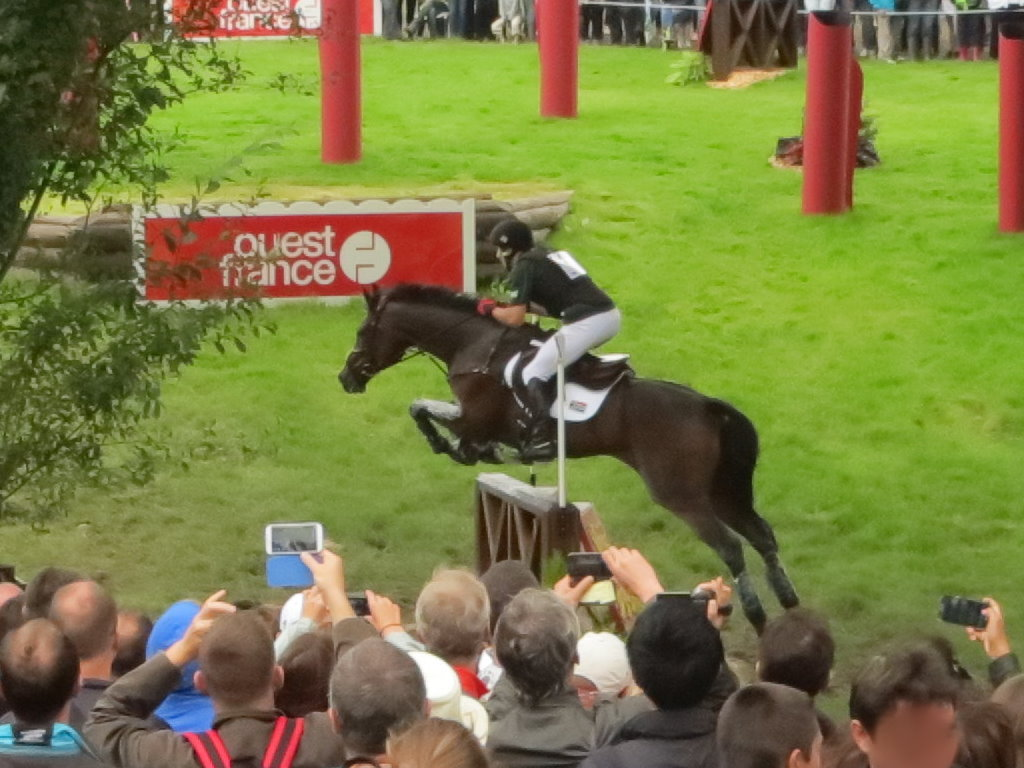
… des jeux équestres …
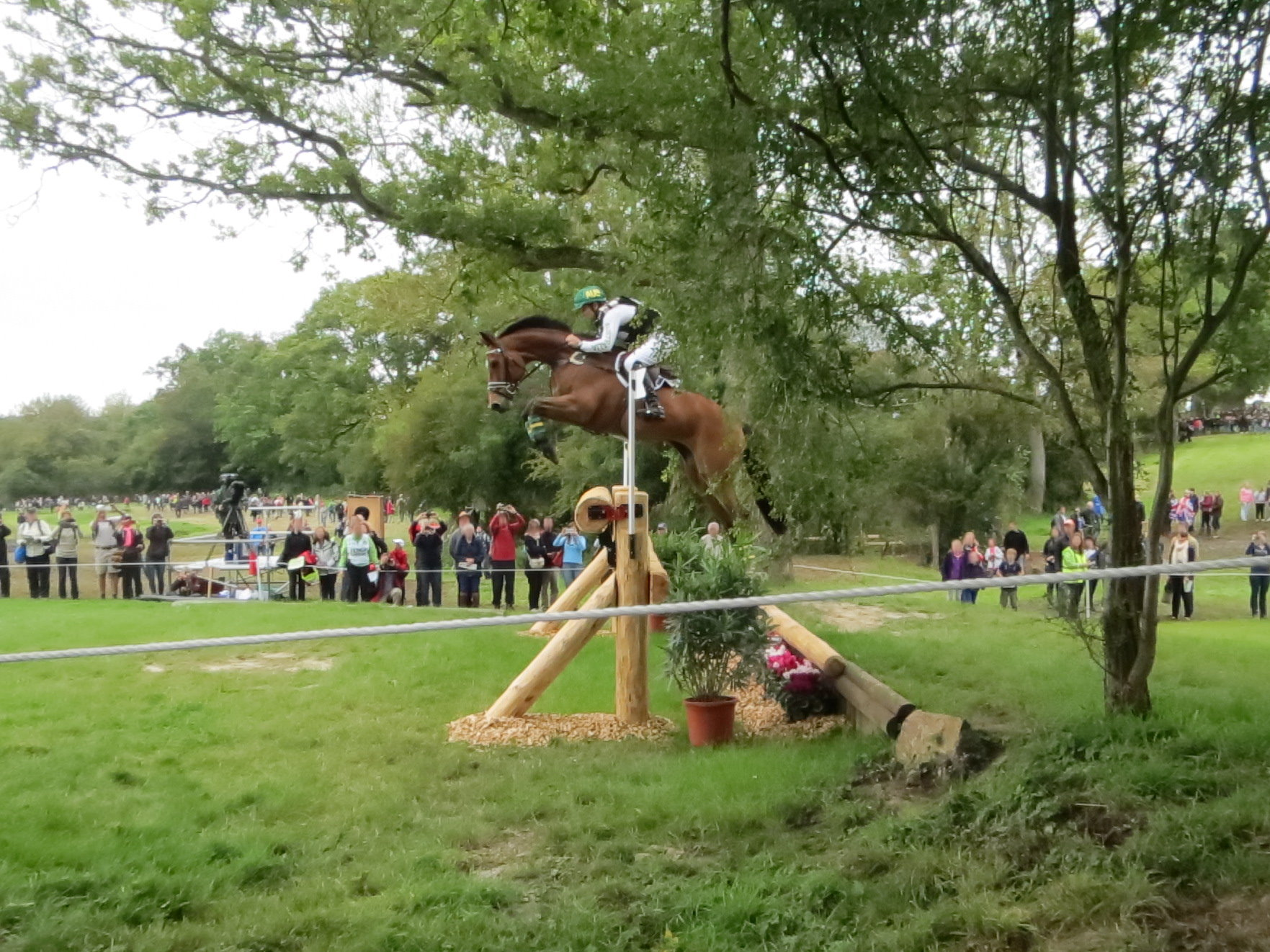
… mondiaux de 2014 …
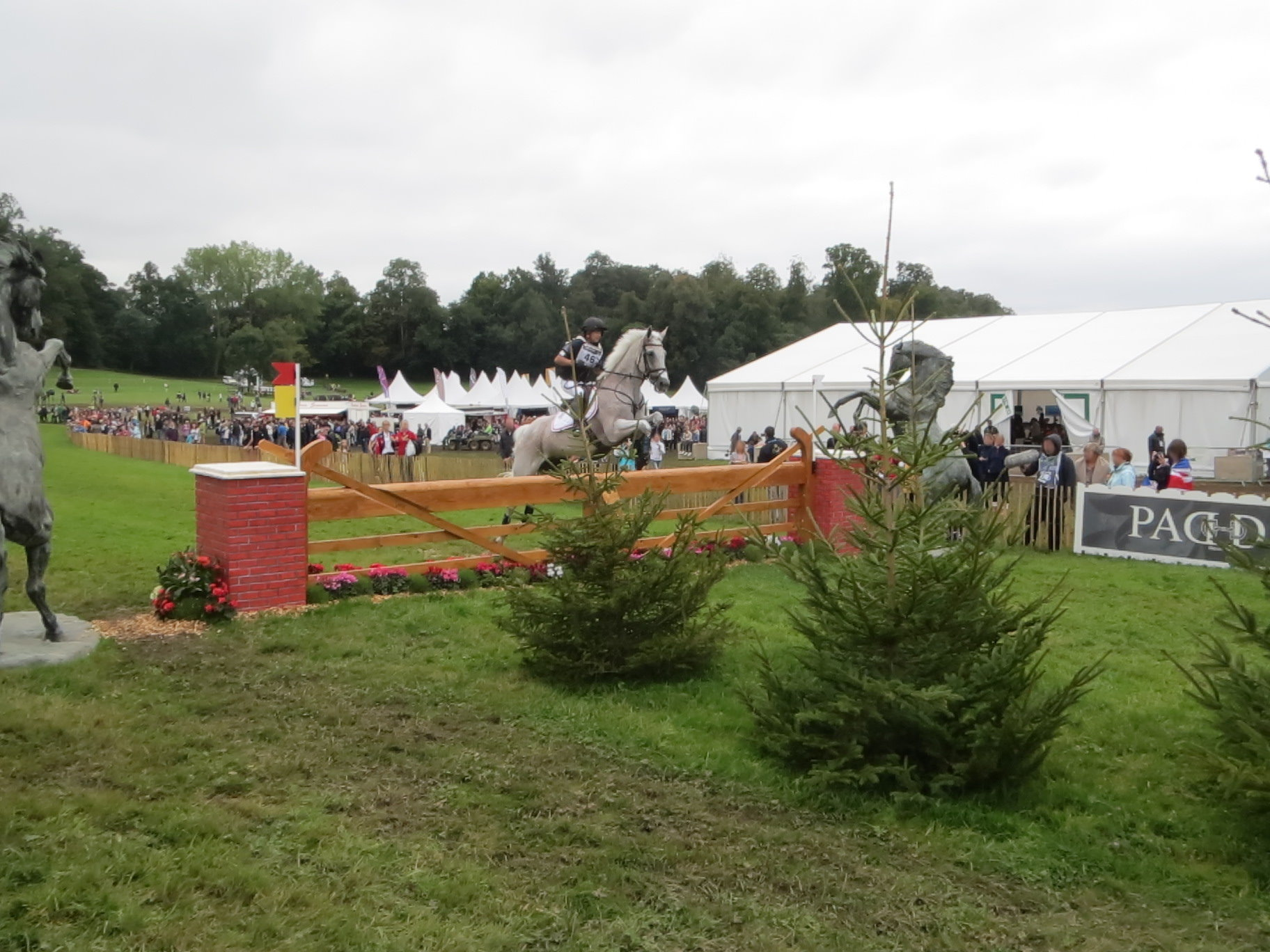
… au Haras du Pin.
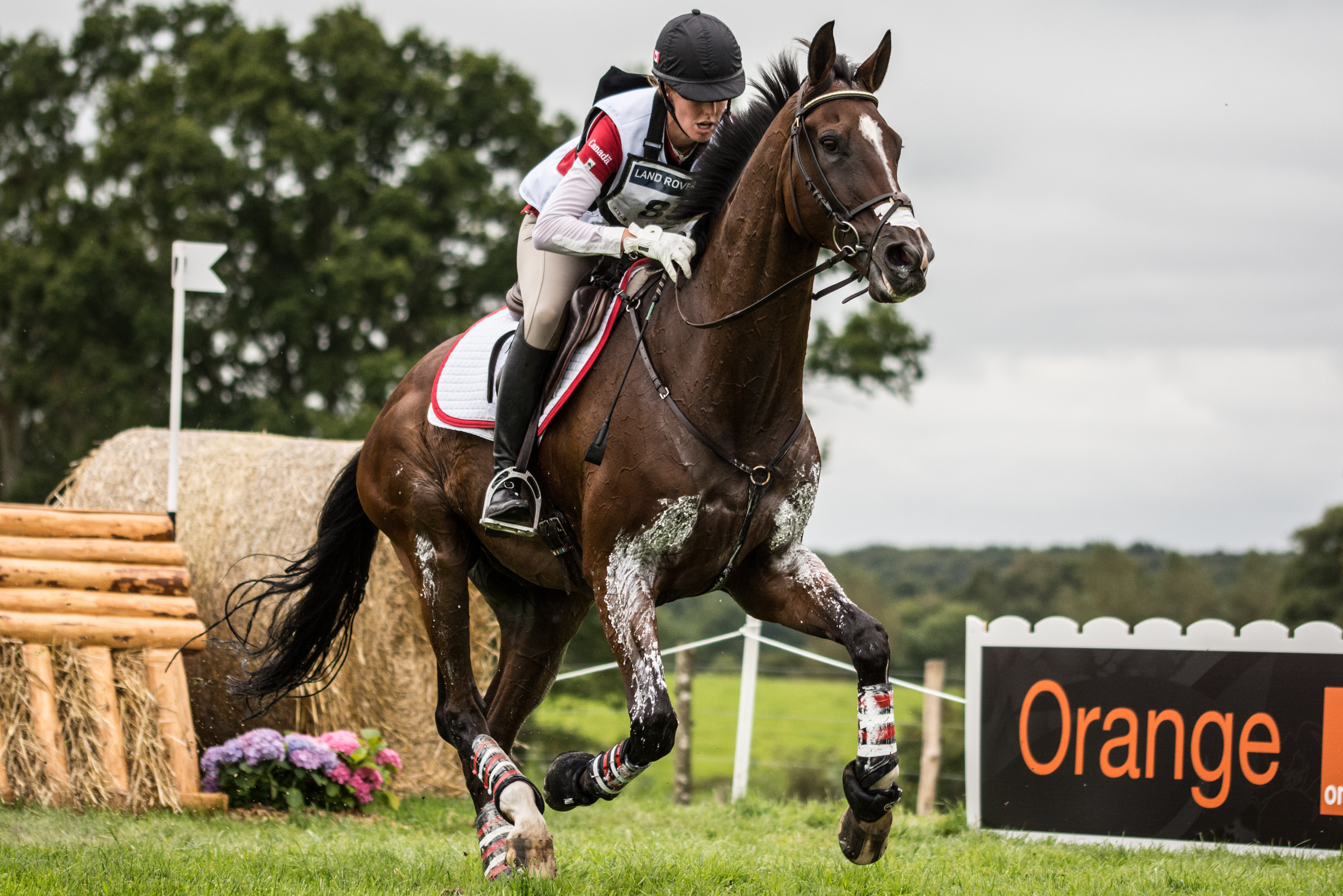
La Canadienne Selena O'Hanlon sur Foxwood High.
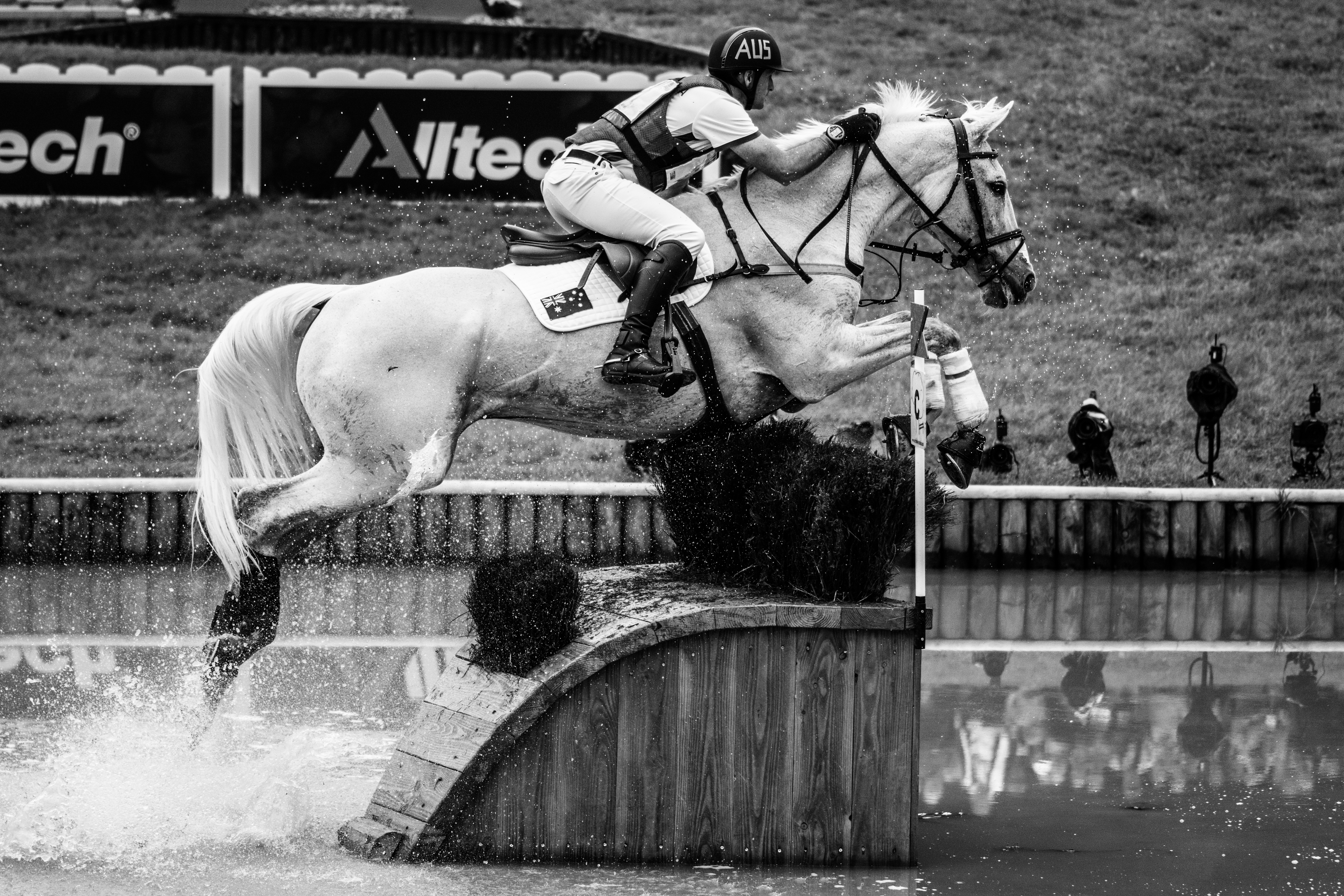
L'Australien Stuart Tinney sur Pluto Mio.
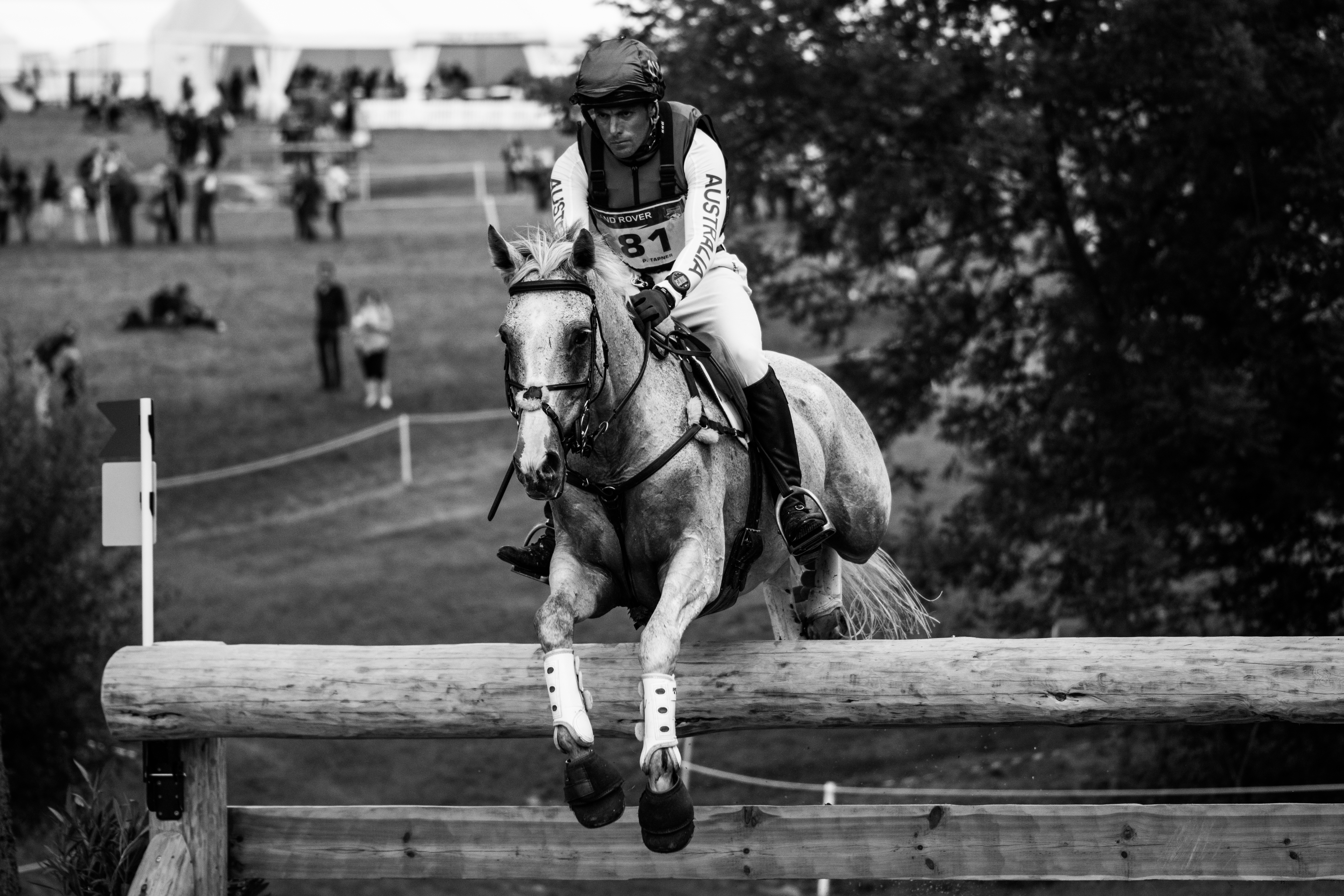
L'Australien Paul Tapner sur Kilronan.
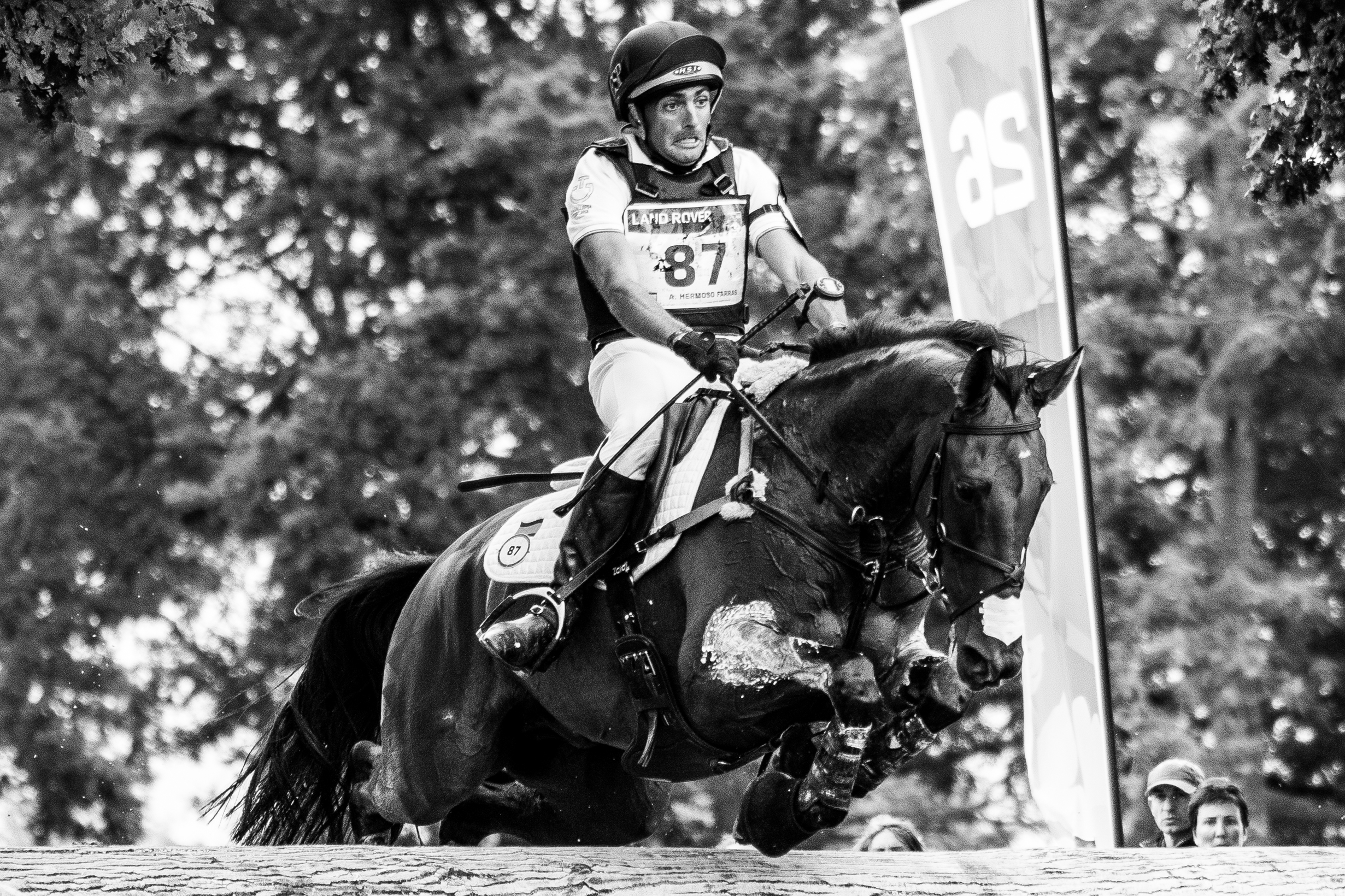
L'Espagnol Albert Hermoso Farras sur HITO CP.
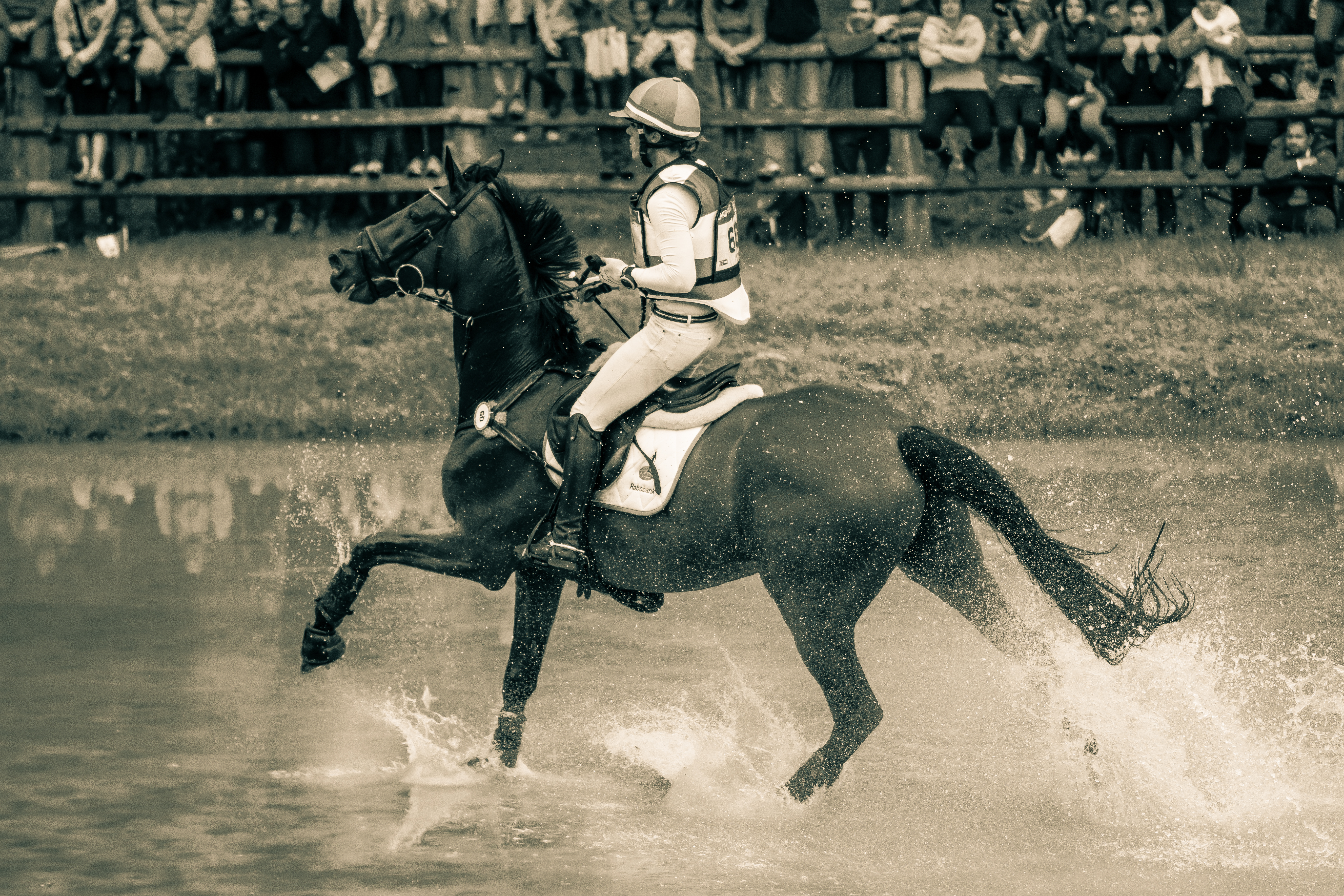
Le Néerlandais Merel Blom sur Rumour has it.

### Formation
L'école supérieure du cheval et de l'équitation de l'IFCE est présente sur le site du Pin et dispose des formations de grande qualité en sellerie, maréchalerie, cavaliers, jeunes chevaux et attelage.
La jumenterie poursuit des recherches génétiques sur la reproduction des chevaux. En 2014, quatre poulains, deux femelles et deux mâles, sont nés d'un transfert d'embryons. Cette méthode, inédite en Europe, pourra notamment permettre la préservation des races de chevaux rares ou en voie de disparition. En 2015, une cryobanque est mise en place.

### Centre de valorisation
Depuis 2017, le haras du Pin accueille le centre de valorisation des équidés normands. Le centre de valorisation accueille de jeunes chevaux de trait sélectionnés, de race percheronne et cob normand, pour les former à l'utilisation. Après plusieurs mois de formation sur site, ils sont ensuite revendus pour devenir des chevaux territoriaux, chevaux vignerons ou maraîchers. Certains d'entre eux deviennent également des chevaux de garde montée, dans des brigades municipales, départementales, ou nationales. Une vingtaine de chevaux sortent de ce centre chaque année.
Depuis 2021, le centre de valorisation a étendu son action aux ânes normands et du Cotentin. Afin de préserver la génétique de la race, six jeunes mâles entiers sont détenus en 2022 dans la pépinière d'ânes. Le but est de sélectionner les meilleurs éléments, et de les réserver à la reproduction. 

## Patrimoine du haras
- Les terrasses du château : surplombant le parc du Hautbois, il s'agit d'un des plus beaux points de vue du haras. Des terrasses, on peut admirer la carrière construite en 2014 pour accueillir l'épreuve de dressage du concours complet des Jeux Équestres mondiaux de cette même année.
- La sellerie d'honneur : cette sellerie présente une belle collection de harnais d'attelage, dont la facture est identique à celle du XIXe siècle. On y retrouve deux types de harnais : le collier anglais et la bricole. on y trouve également la selle achetée par les Haras pour équiper Ouadoud, étalon barbe offert par le roi du Maroc, Mohamed VI, en 2009, dans le cadre de la coopération franco-marocaine.
- Les races de chevaux
  - les chevaux de trait : les percherons, issus de la région du Perche, sont les chevaux phares du haras national du Pin. Ce sont eux qui tirent fièrement les attelages de traditions. Noir ou gris, ces chevaux pèsent entre 800 et 1 200 kg. Au haras national du Pin, ils sont montés, attelés, et parfois présentés en poste hongroise ou en amazone. Exportés dans le monde entier, ils sont particulièrement appréciés aux États-Unis et au Japon. L'île est d'ailleurs le seul pays au monde à organiser des courses de percherons, qui rassemblent des milliers de spectateurs et parieurs.
  - Les chevaux de sang : plusieurs races sont visibles dans les écuries : le pur sang arabe, l'anglo arabe, le selle français, le lipizzan, l'hanovrien, le trotteur français, le pur-sang anglais, le pure race espagnol…
- Les voitures hippomobiles : le haras possède deux remises de voitures hippomobiles, pièces de collection et éléments indissociables des haras nationaux. Elles sont pour la majorité peintes aux couleurs des haras nationaux : bleu marine et rouge et on retrouve le sigle « H » sur les portes. Parmi ces voitures, on retrouve le seul des quatre Milord fermés visibles dans les collections publiques en France, un phaéton, des breaks, un coupé de voyage… Ces voitures sont l'emblème des haras et portent aujourd'hui encore toute l'histoire et la tradition de cette institution tricentenaire.
- La tombe de Furioso : cheval mondialement connu, Furioso, pur-sang anglais né en 1939, fut étalon au haras national du Pin de 1946 à 1967, date de sa mort. Père de plus de 300 chevaux, dont Lutteur B, champion olympique en 1964 sous la selle de Pierre Jonquères d'Oriola, il est aujourd'hui à l'origine de lignées de chevaux d'obstacle d'exception. En guise d'honneur, Furioso fut enterré sur son domaine et sa tombe est, depuis, constamment fleurie.

## Direction
La nomination de Sophie Lemaire en tant que directrice du Haras du Pin en 2013 constitue la toute première nomination d'une femme à ce poste. C'est aussi une autre femme qui lui a succédé en la personne de Serena Poucet.